# Рогенбург (Баварска)
Рогенбург (њем. Roggenburg) општина је у њемачкој савезној држави Баварска. Једно је од 17 општинских средишта округа Ној-Улм. Према процјени из 2010. у општини је живјело 2.679 становника. Посједује регионалну шифру (AGS) 9775149.

## Географски и демографски подаци
Рогенбург се налази у савезној држави Баварска у округу Ној-Улм. Општина се налази на надморској висини од 512 метара. Површина општине износи 27,4 km². У самом мјесту је, према процјени из 2010. године, живјело 2.679 становника. Просјечна густина становништва износи 98 становника/km².